# 神通峡温泉
神通峡温泉（じんづうきょうおんせん）は、富山県富山市楡原にあった温泉である。
温泉施設はかつて温泉病院が存在していたが、後述の通り廃業している。なお、温泉については2021年11月12日より源泉が汲上不能になった神通峡岩稲温泉（楽今日館）へタンクローリーで運搬されることになった。

## 泉質
- ナトリウム-硫酸塩泉[2]
  - 湧出量 毎分130.0リットル（動力揚水）[2]
  - 源泉温度 40.7℃[2]
  - pH8.77[2]、低張性、弱アルカリ性
  - 溶存物質量 1,104 mg/kg[2]

## 温泉街
現在は廃業しているが、建物は残っている。

## 交通アクセス
公共交通
JR西日本高山本線の楡原駅で下車の後、徒歩10分程度。
車
国道41号の道沿いにある。北陸自動車道の富山ICからは18km程度。